# Lista över herrmedaljörer i slalomeuropamästerskapen i kajak
Detta är en lista över samtliga medaljörer i kajak på herrsidan i slalomeuropamästerskapen i kanotsport.

## K-1
| Spel                        | Guld                      | Silver                    | Brons                    |
| Augsburg 1996               | Ian Wiley (IRL)           | Miroslav Stanovský (SVK)  | Jochen Lettmann (GER)    |
| Roudnice nad Labem 1998     | Paul Ratcliffe (GBR)      | Thomas Becker (GER)       | Andrew Raspin (GBR)      |
| Mezzana 2000                | Pierpaolo Ferrazzi (ITA)  | Thomas Becker (GER)       | Laurent Burtz (FRA)      |
| Bratislava 2002             | Paul Ratcliffe (GBR)      | Helmut Oblinger (AUT)     | Peter Cibák (SVK)        |
| Skopje 2004                 | Julien Billaut (FRA)      | Mathias Röthenmund (SUI)  | Daniele Molmenti (ITA)   |
| Tacen 2005                  | Helmut Oblinger (AUT)     | Peter Kauzer (SLO)        | Erik Pfannmöller (GER)   |
| L'Argentière-la-Bessée 2006 | Fabian Dörfler (GER)      | Erik Pfannmöller (GER)    | Diego Paolini (ITA)      |
| Liptovský Mikuláš 2007      | Ján Šajbidor (SVK)        | Peter Kauzer (SLO)        | Campbell Walsh (GBR)     |
| Krakow 2008                 | Campbell Walsh (GBR)      | Daniele Molmenti (ITA)    | Fabian Dörfler (GER)     |
| Nottingham 2009             | Daniele Molmenti (ITA)    | Boris Neveu (FRA)         | Julien Billaut (FRA)     |
| Bratislava 2010             | Peter Kauzer (SLO)        | Jure Meglič (SLO)         | Vavřinec Hradilek (CZE)  |
| La Seu d'Urgell 2011        | Daniele Molmenti (ITA)    | Samuel Hernanz (ESP)      | Jiří Prskavec (CZE)      |
| Augsburg 2012               | Daniele Molmenti (ITA)    | Paul Böckelmann (GER)     | Hannes Aigner (GER)      |
| Krakow 2013                 | Jiří Prskavec (CZE)       | Michael Kurt (SUI)        | Sebastian Schubert (GER) |
| Wien 2014                   | Jiří Prskavec (CZE)       | Vít Přindiš (CZE)         | Samuel Hernanz (ESP)     |
| Markkleeberg 2015           | Boris Neveu (FRA)         | Alexander Grimm (GER)     | Andrej Málek (SVK)       |
| Liptovský Mikuláš 2016      | Jiří Prskavec (CZE)       | Vavřinec Hradilek (CZE)   | Hannes Aigner (GER)      |
| Tacen 2017                  | Mateusz Polaczyk (POL)    | Dariusz Popiela (POL)     | Jiří Prskavec (CZE)      |
| Prag 2018                   | Peter Kauzer (SLO)        | Vít Přindiš (CZE)         | Jiří Prskavec (CZE)      |
| Pau 2019                    | Vít Přindiš (CZE)         | Dariusz Popiela (POL)     | Quentin Burgi (FRA)      |
| Prag 2020                   | Jiří Prskavec (CZE)       | Peter Kauzer (SLO)        | Mateusz Polaczyk (POL)   |
| Ivrea 2021                  | Vít Přindiš (CZE)         | Giovanni De Gennaro (ITA) | Peter Kauzer (SLO)       |
| Liptovský Mikuláš 2022      | Jiří Prskavec (CZE)       | Giovanni De Gennaro (ITA) | Felix Oschmautz (AUT)    |
| Kraków 2023                 | Jiří Prskavec (CZE)       | Martin Dougoud (SUI)      | Joe Clarke (GBR)         |
| Tacen 2024                  | Giovanni De Gennaro (ITA) | Mario Leitner (AUT)       | Gelindo Chiarello (SUI)  |
| Vaires-sur-Marne 2025       | Jiří Prskavec (CZE)       | Titouan Castryck (FRA)    | Martin Srabotnik (SLO)   |

## K-1 lag
| Spel                        | Guld                                                           | Silver                                                              | Brons                                                              |
| Augsburg 1996               | Tyskland Jochen Lettmann Thomas Becker Thomas Schmidt          | Slovenien Miha Štricelj Andraž Vehovar Jure Pellegrini              | Österrike Günter Martinsich Manuel Köhler Helmut Oblinger          |
| Roudnice nad Labem 1998     | Tyskland Thomas Becker Ralf Schaberg Thomas Schmidt            | Tjeckien Ondřej Raab Jiří Prskavec Vojtěch Bareš                    | Slovenien Andraž Vehovar Fedja Marušič Uroš Kodelja                |
| Mezzana 2000                | Italien Pierpaolo Ferrazzi Enrico Lazzarotto Matteo Pontarollo | Slovenien Miha Terdič Dejan Kralj Fedja Marušič                     | Schweiz Mathias Röthenmund Michael Kurt Beat Mosimann              |
| Bratislava 2002             | Tyskland Thomas Becker Thomas Schmidt Claus Suchanek           | Tjeckien Ondřej Raab Ivan Pišvejc Tomáš Kobes                       | Slovakien Peter Cibák Ján Šajbidor Tomáš Mráz                      |
| Skopje 2004                 | Schweiz Mathias Röthenmund Thomas Mosimann Michael Kurt        | Storbritannien Anthony Brown Campbell Walsh Huw Swetnam             | Tjeckien Ivan Pišvejc Lukáš Kubričan Tomáš Kobes                   |
| Tacen 2005                  | Slovenien Andrej Nolimal Peter Kauzer Dejan Kralj              | Tyskland Erik Pfannmöller Fabian Dörfler Alexander Grimm            | Italien Pierpaolo Ferrazzi Stefano Cipressi Daniele Molmenti       |
| L'Argentière-la-Bessée 2006 | Slovenien Peter Kauzer Dejan Kralj Jure Meglič                 | Polen Grzegorz Polaczyk Henryk Polaczyk Dariusz Popiela             | Tyskland Fabian Dörfler Alexander Grimm Erik Pfannmöller           |
| Liptovský Mikuláš 2007      | Slovenien Peter Kauzer Dejan Kralj Jure Meglič                 | Tyskland Erik Pfannmöller Alexander Grimm Fabian Dörfler            | Storbritannien Campbell Walsh Richard Hounslow Huw Swetnam         |
| Krakow 2008                 | Polen Dariusz Popiela Grzegorz Polaczyk Mateusz Polaczyk       | Italien Diego Paolini Daniele Molmenti Luca Costa                   | Schweiz Michael Kurt Mathias Röthenmund Moritz Lüscher             |
| Nottingham 2009             | Storbritannien Campbell Walsh Richard Hounslow Huw Swetnam     | Tyskland Alexander Grimm Tim Maxeiner Sebastian Schubert            | Frankrike Fabien Lefèvre Boris Neveu Julien Billaut                |
| Bratislava 2010             | Polen Dariusz Popiela Mateusz Polaczyk Grzegorz Polaczyk       | Tyskland Hannes Aigner Alexander Grimm Sebastian Schubert           | Slovenien Peter Kauzer Dejan Kralj Jure Meglič                     |
| La Seu d'Urgell 2011        | Slovenien Peter Kauzer Jure Meglič Simon Brus                  | Polen Mateusz Polaczyk Grzegorz Polaczyk Dariusz Popiela            | Frankrike Fabien Lefèvre Boris Neveu Vivien Colober                |
| Augsburg 2012               | Frankrike Etienne Daille Boris Neveu Bastien Damiens           | Tyskland Hannes Aigner Paul Böckelmann Sebastian Schubert           | Österrike Helmut Oblinger Herwig Natmessnig Andreas Langer         |
| Krakow 2013                 | Tjeckien Vavřinec Hradilek Jiří Prskavec Vít Přindiš           | Tyskland Hannes Aigner Fabian Dörfler Sebastian Schubert            | Polen Dariusz Popiela Grzegorz Polaczyk Rafał Polaczyk             |
| Wien 2014                   | Tyskland Sebastian Schubert Fabian Dörfler Alexander Grimm     | Storbritannien Richard Hounslow Joseph Clarke Thomas Brady          | Polen Mateusz Polaczyk Rafał Polaczyk Dariusz Popiela              |
| Markkleeberg 2015           | Tyskland Sebastian Schubert Hannes Aigner Alexander Grimm      | Storbritannien Richard Hounslow Joseph Clarke Bradley Forbes-Cryans | Italien Daniele Molmenti Andrea Romeo Giovanni De Gennaro          |
| Liptovský Mikuláš 2016      | Tjeckien Jiří Prskavec Vavřinec Hradilek Vít Přindiš           | Frankrike Boris Neveu Sébastien Combot Étienne Daille               | Spanien Samuel Hernanz Joan Crespo Unai Nabaskues                  |
| Tacen 2017                  | Tjeckien Jiří Prskavec Ondřej Tunka Vít Přindiš                | Frankrike Mathieu Biazizzo Sébastien Combot Boris Neveu             | Polen Mateusz Polaczyk Maciej Okręglak Dariusz Popiela             |
| Prag 2018                   | Tjeckien Ondřej Tunka Vít Přindiš Jiří Prskavec                | Polen Mateusz Polaczyk Dariusz Popiela Michał Pasiut                | Slovenien Peter Kauzer Martin Srabotnik Niko Testen                |
| Pau 2019                    | Tjeckien Jiří Prskavec Vít Přindiš Vavřinec Hradilek           | Slovenien Peter Kauzer Niko Testen Martin Srabotnik                 | Tyskland Hannes Aigner Sebastian Schubert Stefan Hengst            |
| Prag 2020                   | Frankrike Boris Neveu Quentin Burgi Mathurin Madoré            | Tjeckien Jiří Prskavec Vít Přindiš Vavřinec Hradilek                | Schweiz Martin Dougoud Lukas Werro Dimitri Marx                    |
| Ivrea 2021                  | Tjeckien Jiří Prskavec Vavřinec Hradilek Vít Přindiš           | Tyskland Hannes Aigner Tim Maxeiner Stefan Hengst                   | Storbritannien Bradley Forbes-Cryans Joe Clarke Christopher Bowers |
| Liptovský Mikuláš 2022      | Tjeckien Jiří Prskavec Ondřej Tunka Vít Přindiš                | Polen Michał Pasiut Jakub Brzeziński Dariusz Popiela                | Tyskland Hannes Aigner Noah Hegge Stefan Hengst                    |
| Kraków 2023                 | Spanien Pau Echaniz David Llorente Miquel Travé                | Polen Michał Pasiut Mateusz Polaczyk Dariusz Popiela                | Frankrike Titouan Castryck Boris Neveu Benjamin Renia              |
| Tacen 2024                  | Tjeckien Jiří Prskavec Vít Přindiš Jakub Krejčí                | Österrike Felix Oschmautz Mario Leitner Moritz Kremslehner          | Frankrike Titouan Castryck Anatole Delassus Vincent Delahaye       |
| Vaires-sur-Marne 2025       | Tyskland Noah Hegge Stefan Hengst Hannes Aigner                | Frankrike Titouan Castryck Benjamin Renia Anatole Delassus          | Spanien Pau Echaniz Miquel Travé David Llorente                    |

## Kajakcross
Även kallat extrem kanotslalom eller extremslalom. 
| Spel                   | Guld                | Silver                | Brons                 |
| Ivrea 2021             | Vít Přindiš (CZE)   | Dimitri Marx (SUI)    | Joe Clarke (GBR)      |
| Liptovský Mikuláš 2022 | Jan Rohrer (SUI)    | Mario Leitner (AUT)   | Felix Oschmautz (AUT) |
| Kraków 2023            | Ondřej Tunka (CZE)  | Felix Oschmautz (AUT) | Vít Přindiš (CZE)     |
| Tacen 2024             | Joseph Clarke (GBR) | Jan Rohrer (SUI)      | David Llorente (ESP)  |
| Vaires-sur-Marne 2025  | Jakub Krejčí (CZE)  | Benjamin Renia (FRA)  | Sam Leaver (GBR)      |

## Individuell kajakcross
| Spel                  | Guld                    | Silver                | Brons                |
| Tacen 2024            | Vít Přindiš (CZE)       | Jonny Dickson (GBR)   | Martin Dougoud (SUI) |
| Vaires-sur-Marne 2025 | Gabriel De Coster (BEL) | Mathurin Madoré (FRA) | Benjamin Renia (FRA) |